# 刀翅蜂鸟属
刀翅蜂鸟属（学名：Campylopterus）是雨燕目蜂鸟科的一个属。

## 分類學與命名
此屬由英國自然學家威廉·斯溫森於1827年建立。其學名源自於德國博物學家约翰·弗里德里希·格梅林給予灰胸刀翅蜂鸟的種小名，其意義由兩個希臘語單詞組成：kampulos（意為「彎曲、彎折」）及-pteros（意為「有翼的」）。:87
其英文俗稱「Sabrewing」是指其外側羽毛特化的扁平且厚實的軸。

## 下屬物種
本屬目前有以下10個物種：
- 干旱林刀翅蜂鸟 Campylopterus calcirupicola Lopes, de Vasconcelos & Gonzaga, 2017[7]
- 迪亚曼蒂纳刀翅蜂鸟 Campylopterus diamantinensis
- 黄胸刀翅蜂鸟 Campylopterus duidae
- 白尾刀翅蜂鸟 Campylopterus ensipennis
- 棕尾刀翅蜂鸟 Campylopterus falcatus
- 紫刀翅蜂鸟 Campylopterus hemileucurus
- 棕胸刀翅蜂鸟 Campylopterus hyperythrus
- 灰胸刀翅蜂鸟 Campylopterus largipennis
- 圣马刀翅蜂鸟 Campylopterus phainopeplus
- 那波刀翅蜂鸟 Campylopterus villaviscensio